# Saint-Brandan
Saint-Brandan är en kommun i departementet Côtes-d'Armor i regionen Bretagne i nordvästra Frankrike. Kommunen ligger i kantonen Quintin som tillhör arrondissementet Saint-Brieuc. År 2022 hade Saint-Brandan 2 285 invånare.

## Befolkningsutveckling
Antalet invånare i kommunen Saint-Brandan
Referens:INSEE